# Borowiczki (gmina)
Borowiczki – dawna gmina wiejska istniejąca w latach 1973–1989 w województwie warszawskim, a następnie w województwie płockim (dzisiejsze województwo mazowieckie). Siedzibą gminy były Borowiczki.
Gminę Borowiczki utworzono 1 stycznia 1973 w powiecie płockim w województwie warszawskim. W jej skład weszły 22 sołectwa: Barcikowo, Bielino, BorowiceBorowice, Borowiczki-Parcele, Borowiczki-Pieńki, Cekanowo, Imielnica, Liszyno, Mijakowo, Mirosław, Miszewko Strzałkowskie, Miszewko-Stefany, Nowe Gulczewo, Ośnica, Podolszyce, Ramutowo, Rydzyno, Sambórz, Słupno, Stare Gulczewo, Szeligi i Wykowo
1 stycznia 1975 z gminy Borowiczki wyłączono sołectwo Borowice, włączając je do gminy Bodzanów. 
1 czerwca 1975 gmina weszła w skład nowo utworzonego województwa płockiego.
1 grudnia 1981 z gminy Borowiczki wyłączono w całości obszary wsi Borowiczki-Parcele, Cukrownia Borowiczki, Imielnica, Ośnica i Podolszyce oraz częściowo wsi Bielino-Wirgnia (6,07 ha), Borowiczki-Pieńki (5,76 ha), Gulczewo (22,06 ha), Gulczewo-Kolonia (0,23 ha) i Mirosław (60,80 ha), włączając je do Płocka.
1 stycznia 1990 do gminy Borowiczki włączono część wsi Pepłowo (2,11 ha) z gminy Bodzanów w tymże województwie, po czym siedzibę gminy przeniesiono z Borowiczek do Płocka, a nazwę gminy zmieniono na gmina Słupno. Dopiero 30 grudnia 1999 siedzibę gminy przeniesiono z Płocka do Słupna.